# Tephrochlamys flavipes
Tephrochlamys flavipes är en tvåvingeart som först beskrevs av Zetterstedt 1838.  Tephrochlamys flavipes ingår i släktet Tephrochlamys och familjen myllflugor. Arten är reproducerande i Sverige. Inga underarter finns listade i Catalogue of Life.